# Brachycentridae
Brachycentridae – żeglarkowate, rodzina owadów wodnych z rzędu chruścików. W stadium larwalnym związane z wodami płynącymi. Fauna górska wyraźnie różni się od nizinnej (informacja ważna dla osób wykorzystujących chruściki w biomonitoringu). W rzekach nizinnych średniej wielkości spotkać można larwy Brachycentrus subnubilus, budujące czworościenne domki (w górskich rzekach występuje Brachycentrus montanus).
W rzekach Pojezierza Pomorskiego licznie występuje Oligoplectrum maculatum. Larwy wymienionych gatunków są filtratorami, wykorzystującymi włoski na odnóżach (w odróżnieniu od innych filtratorów np. z rodziny Hydropsychidae nie budują sieci wodnych). Gatunki z rodzaju Micrasema to zdrapywacze (zob. funkcjonalne grupy troficzne bentosu), żywiące się glonami rosnącymi na kamieniach.
W Polsce występuje 6 gatunków z tej rodziny (2 rodzaje):
- - Brachycentrus maculatus(Fourcroy, 1785), starszy synonim:Oligoplectrum maculatum (Fourcroy, 1785)
  - Brachycentrus  montanus Klapalek, 1892
  - Brachycentrus  subnubilus Curtis, 1834
  - Micrasema longulum McLachlan, 1876
  - Micrasema minimum McLachlan, 1876
  - Micrasema setiferum (Pictet, 1834)